# Zeughaus (Basel)
Das erste Zeughaus in Basel wurde 1339 erbaut und diente auch als städtischer Werkhof. (Lage) Das neue Zeughaus am Ostrand der Stadt wurde 1914 von der Schweizer Armee bezogen. (Lage) Fast neunzig Jahre lang war sie hauptsächliche Nutzerin des Grundstückes. Seit 2005 wird das Gelände vom Justiz- und Sicherheitsdepartement des Kantons Basel-Stadt genutzt.

## Altes Zeughaus

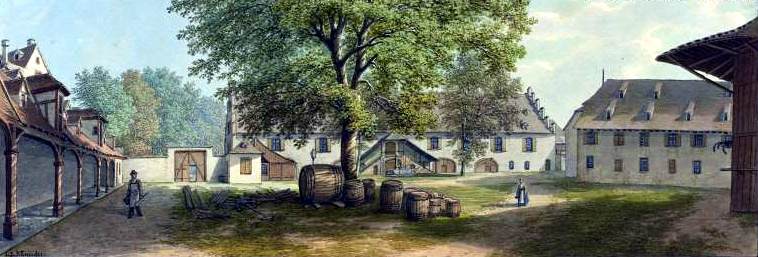
Blick vom Werkhof zum Zeughaus (um 1874).

Neben dem heutigen Petersplatz bestand seit spätestens 1339 ein städtischer Werkhof, in welchem Belagerungsgeräte und Waffen hergestellt und gelagert wurden. Ein Inventar aus dem Jahr 1414 erwähnt 324 Armbrüste, 6000 Geschosse für die Armbrüste, 17 grössere Feuerwaffen und 68 Büchsen.
Ein neues Zeughaus, welches ebenfalls als Kornspeicher und Werkhof diente, wurde von 1438 bis 1440 an derselben Stelle erbaut.

## Geschichte des neuen Zeughauses
Im Jahr 2019 wurde entschieden, dass das Zeughaus ab 2023 als zweiter Standort des Basler Rettungsdienstes dienen soll; Gründe dafür waren die raschere und zuverlässigere Erreichbarkeit der Einsatzorte. Ohne einen zweiten Standort könne die Vorgabe des Interverbands für das Rettungswesen, wonach die Retter in höchstens 10 Prozent der Notfälle später als 15 Minuten nach dem Notruf eintreffen dürfen, ab dem Jahr 2025 nicht mehr eingehalten werden. Auch erleichtert der zweite Standort die künftige Sanierung des Gebäudes an der Hebelstrasse.

### Verwalter des Zeughauses
Dem jeweiligen Verwalter des Zeughauses waren auch die Kaserne Basel und die Schiessplätze unterstellt.
- Robert Saladin (vor 1937)
- Albert Wellauer (1937–1955)
- Max Hänni (1955–1979)
- André Saner (1979–1987)[1]